# Fritz Roser
Fritz Roser (* 18. April 1882 in Stuttgart; † 18. April 1968 ebenda) war ein deutscher Lederfabrikant.

## Abstammung
Fritz Roser war einer der vier Söhne von Max Karl Friedrich Roser (1844–1913), dem Inhaber der Lederfabrik C. F. Roser GmbH in Feuerbach. Fritz Rosers Brüder waren Max Roser (1883–1915), der im Krieg fiel, sowie Willi Roser (* 1886) und Hans Roser (1894–1955), die wie Fritz Roser in der Lederfabrik des Vaters tätig wurden.

## Leben
Fritz Roser studierte Gerbereichemie und verbrachte dazu auch ein Jahr in den USA. Seit 1901 war er Mitglied der Studentenverbindung Akademische Gesellschaft Sonderbund Stuttgart. 1908 trat er als Teilhaber in den väterlichen Betrieb ein. Er nahm die technische und kaufmännische Reorganisation des väterlichen Betriebes vor. Er führte die rationelleren Methoden des Äscherns, Zurichtens und Färbens ein. Dazu richte er ein Laboratorium ein und sorgte für Akkordarbeit und rationellere Fertigungsabläufe. Mit diesen Maßnahmen konnte er die Produktion wesentlich steigern. Auch im Ersten Weltkrieg wurde die Fabrik wegen großer Lieferungen an das Militär weiter vergrößert.
1920/21 ließ Roser sich von den Architekten Paul Bonatz und Friedrich Scholer eine Villa in Stuttgart, Am Bismarckturm 58, errichten.
Um den Jahreswechsel 1927/28 wandelte Fritz Roser das Unternehmen in eine Aktiengesellschaft um. Er war zunächst Vorstandsmitglied und dann Geschäftsführer. Daneben war er Mitglied mehrerer Aufsichtsräte.
Während der Zeit der Weimarer Republik war Fritz Roser auch Mitglied des Vorstands des Centralvereins der deutschen Lederindustrie sowie zweiter stellvertretender Vorsitzender des Vorstands des Verbandes Württembergischer Industrieller.
Er war Ehrensenator der Technischen Hochschule Stuttgart und wurde 1952 anlässlich seines 70. Geburtstages mit dem Großen Bundesverdienstkreuz ausgezeichnet.
Zum Jahresende 1954 schied Fritz Roser aus der Geschäftsführung seiner Firma aus. Er blieb jedoch zunächst als Berater und dann als Vorsitzender des Aufsichtsrates mit der Lederfabrik eng verbunden.

## Familie
Fritz Roser war mit Helene Fues verheiratet, Tochter von Alfred Fues und Emma Reiniger. Aus der Ehe sind drei Kinder hervorgegangen: Lilli (1913–1971), Hansjörg Roser (1919–1995) und Irene Maria (* 1923).